# Њедановце
Њедановце (слч. Nedanovce) насељено је мјесто са административним статусом сеоске општине (слч. obec) у округу Партизанске, у Тренчинском крају, Словачка Република.

## Становништво
| Година:    | 1994. | 2004.    | 2014.   | 2024.   |
| ---------- | ----- | -------- | ------- | ------- |
| Број људи: | 557   | 615      | 621     | 620     |
| Разлика:   |       | +10,41 % | +0,97 % | -0,16 % |

| Година:    | 2023. | 2024.   |
| ---------- | ----- | ------- |
| Број људи: | 623   | 620     |
| Разлика:   |       | -0,48 % |

Према подацима о броју становника из 2011. године насеље је имало 644 становника.